# Gmina Wells (Iowa)

Położenie Gminy Wells w hrabstwie Appanoose

Gmina Wells (ang. Wells Township) – gmina w USA, w stanie Iowa, w hrabstwie Appanoose. Według danych z 2000 roku gmina miała 249 mieszkańców.